# Santa Maria Causa Nostræ Lætitiæ (titre cardinalice)
Le titre cardinalice de Santa Maria Causa Nostræ Lætitiæ est érigé par le pape François le 30 septembre 2023 et rattaché à l’église homonyme construite de 1939 à 1941 dans le quartier Torre Gaia.

## Titulaires
- Sebastian Francis (depuis le 30 septembre 2023)[1]